# نان آبجو
نان آبجو به هر نانی گفته می‌شود که شامل آبجو در مخلوط خمیر باشد. بسته به نوع آبجو مورد استفاده، ممکن است باعث خمیر شدن در فرایند پخت شود یا خیر؛ بنابراین، نان‌های آبجو از نان‌های سنگین، بدون خمیرمایه گرفته تا نان‌های سبک و رول‌های حاوی مخمر نانوایی متغیر است. طعم نان آبجو گاهی با طعم‌های دیگر مانند پنیر یا سبزی بیشتر می‌شود.

## شرح
نان آبجو می‌تواند یک نان سریع ساده یا یک نان مخمری با طعم آبجو باشد. آبجو و نان فرایند تولید مشترکی دارند: از مخمر برای تبدیل قندها به دی‌اکسید کربن و الکل استفاده می‌شود. در مورد نان، درصد زیادی از الکل در طول فرایند پخت تبخیر می‌شود.
نان آبجو را می‌توان به سادگی با آرد، آبجو و شکر درست کرد. برخی از آبجوهای بطری‌شده - به‌ویژه آبجوهای دست‌ساز - ممکن است عمداً رسوب مخمری در ته بطری غیرفعال و زنده داشته باشند. با این حال، بسیاری از آبجوهای بازار انبوه مخمر زنده را فیلتر می‌کنند. بدون خمیر مایه کافی از ماءالشعیر، یک قرص نان آبجو نسبتاً متراکم و سنگین خواهد بود، مگر اینکه یک عامل خمیر کننده اضافی (به عنوان مثال، جوش شیرین، بکینگ پودر، مخمر و شکر نانوایی، استارتر خمیر ترش، یا مخمر وحشی که از محیط کشت شده‌است) اضافه شود. . ممکن است از آرد خود جوشان استفاده شود زیرا مخلوطی از آرد و مایه خمیر است. نان آبجو تهیه شده بدون ماده خمیرمایه بسیار محکم است، اما وقتی برای مدت طولانی پخته می‌شود، رطوبت خود را از دست نمی‌دهد. پخت طولانی‌تر باعث ایجاد پوسته ضخیم‌تر می‌شود. مخلوط‌های نان آبجو از پیش بسته‌بندی شده، با مواد خشک و عوامل خمیرکننده که قبلاً گنجانده شده‌اند، برای خرید در دسترس هستند.
سبک‌های مختلف نان آبجو را می‌توان با استفاده از آبجوهای مختلف تهیه کرد. به عنوان مثال، یک آبجو غلیظ یا تیره نان تیره‌تر با طعم واضح تر می‌دهد. استفاده از ماءالشعیر ادویه دار یا اضافه شده به آن، نانی با طعم مشابه، اما شدت کمتری نسبت به آبجو درست می‌کند.
ممکن است از هر تعداد طعم دهنده اضافی برای افزایش طعم نان آبجو استفاده شود. آنها شامل چدار و شوید، گوجه فرنگی و سبزی خشک شده، سیر و فتا و غیره هستند که به ترکیب مواد خشک اضافه می‌شوند. یکی از مواردی که در انتخاب طعم‌ها باید مورد توجه قرار گیرد این است که اگر نان آبجو بلافاصله خورده نشود، پس از ذخیره‌سازی طعم آن بهتر می‌شود.